# H.C. Andersen
Hans Christian Andersen (danskt uttal: [ˈhænˀs ˈkʰʁestjæn ˈɑnɐsn̩] ( lyssna); eller bara H.C. Andersen), född 2 april 1805 i Odense i Danmark-Norge, död 4 augusti 1875 på Østerbro i Köpenhamn, var en dansk författare. Han är, tillsammans med Ludvig Holberg och Søren Kierkegaard, Danmarks internationellt mest kända författare och företrädare för den danska guldåldern. Andersen är mest känd för sina sagor (på danska: eventyr). Andersen skrev över 200 sagor, 1 000 dikter, 6 romaner och 50 skådespel och hans verk finns översatta till nära 150 språk.
Trots en fattig och enkel uppväxt och en problematisk skolgång kom Andersen att etablera sig som en författare som hade stöd av såväl kung Fredrik VI som det intellektuella etablissemanget och genom sina sagor även i de breda folklagren. 200-årsjubileet år 2005 medförde en ökad satsning på H.C. Andersen-forskningen och resulterade i en mängd litteratur kring författaren och i nyutgåvor och nyöversättningar av Andersens verk.

## Biografi

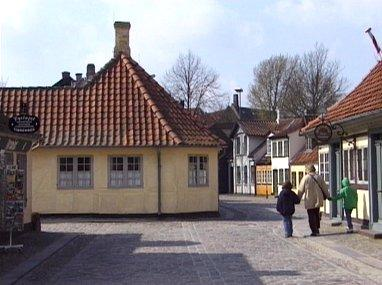
H.C. Andersens hus i Odense (hem till två års ålder).

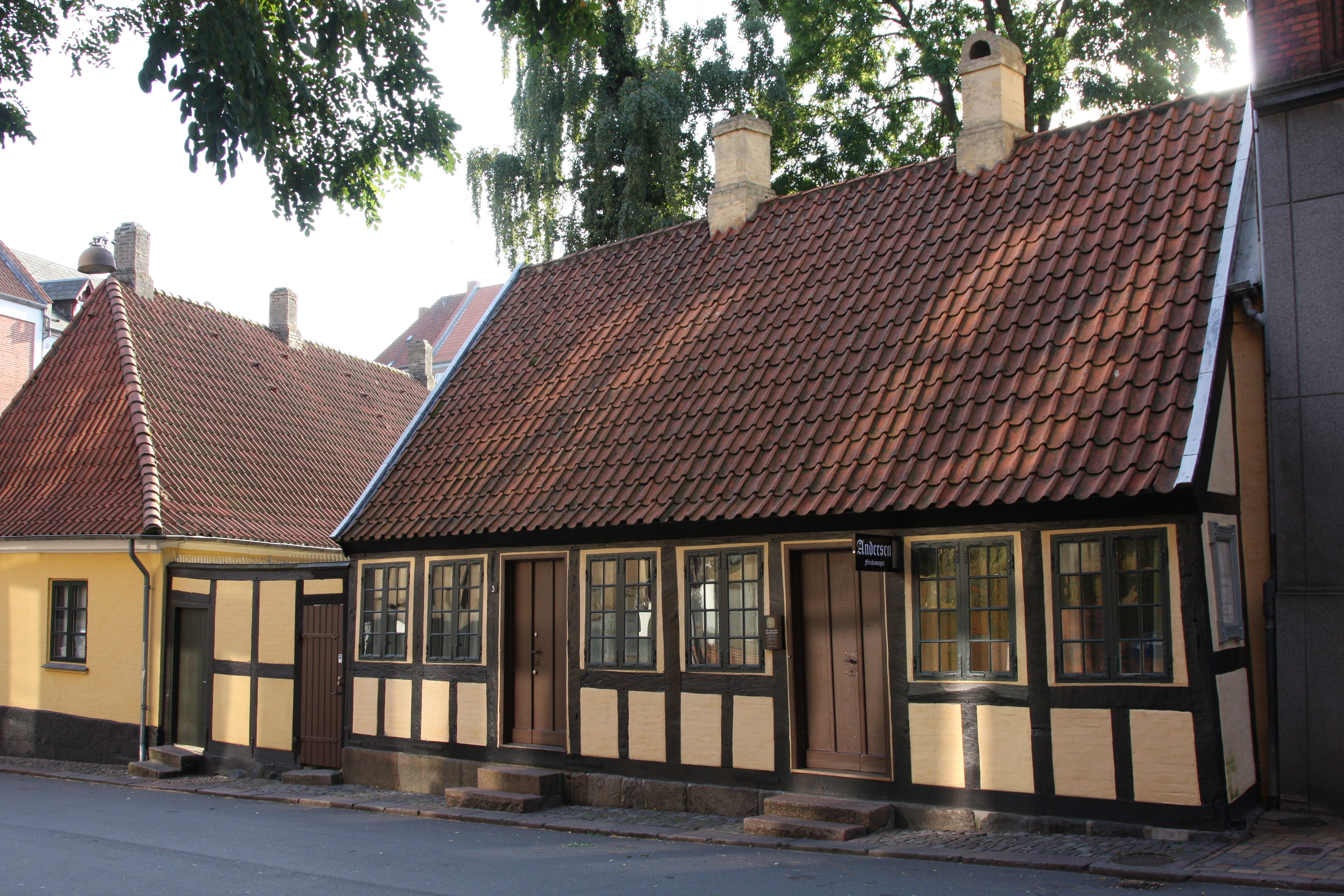
H.C. Andersens barndomshem på Munkemøllestræde i Odense (bostad 1807–1819). Idag ett museum.

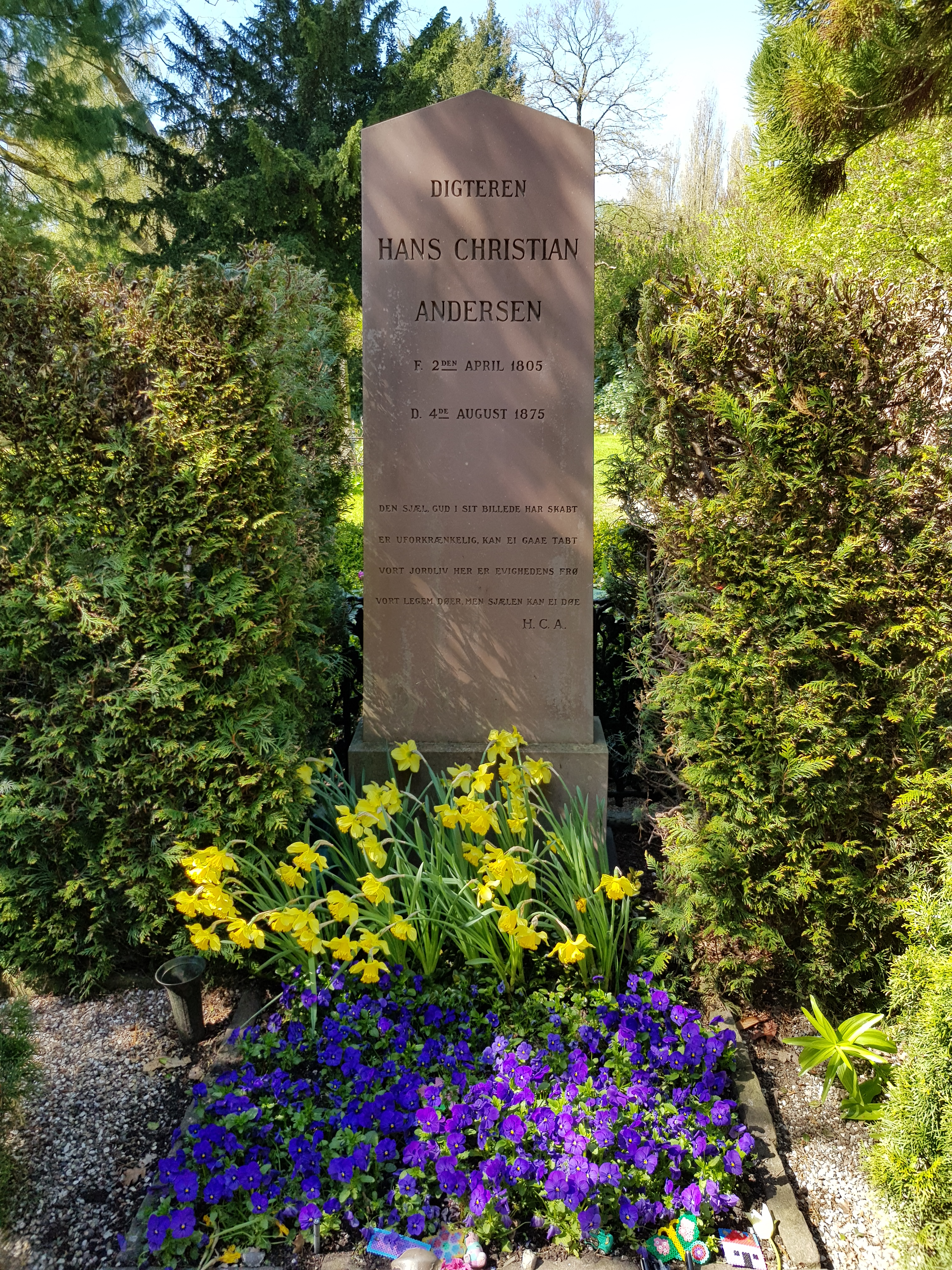
Hans Christian Andersens grav på Assistenskirkegården.

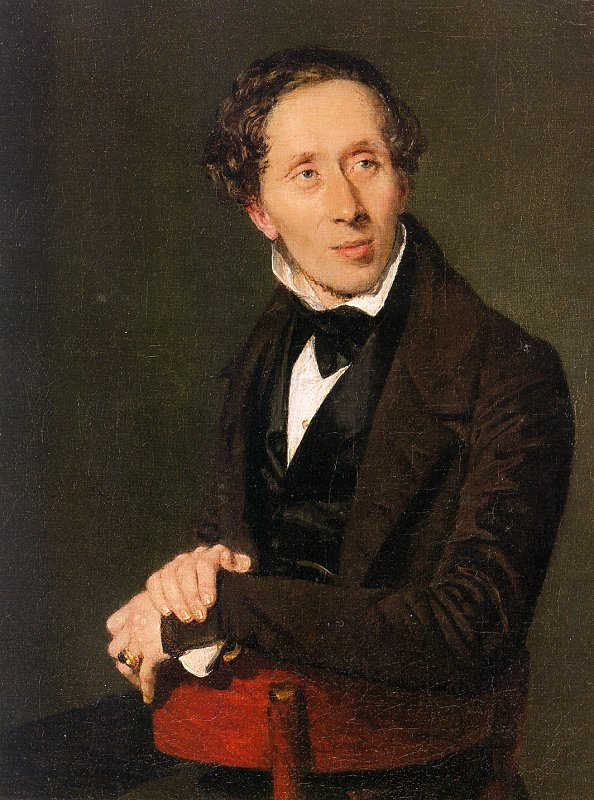
Målning av Christian Albrecht Jensen från 1836 föreställande Hans Christian Andersen.

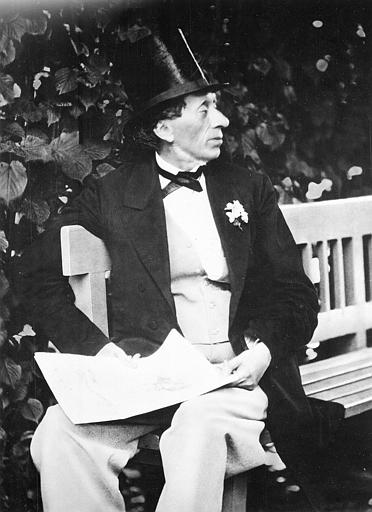
Andersen i Roligheds trädgård, i närheten av Köpenhamn, 1869.

Andersen föddes i ett fattigt hem i Odense på Fyn. Hans Andersens fader var skomakare, med bokintresse. Fadern lämnade hemmet för att i Hjælpekorpset delta i Napoleonkrigen, men återvände med sviktande hälsa och dog snart efter hemkomsten till Odense. Modern  Anne Marie Andersdatter försörjde sig som tvätterska och gifte sedermera om sig.
Den första undervisning Andersen fick, först i hemmet och senare i en privat småskola för pojkar (danska: pogeskole) och i folkskolan, var tämligen undermålig och han höll sig mest för sig själv. Han läste mycket, lekte med dockor och sådant som satte fantasin i rörelse, uppförde egna pjäser och dagdrömde om en framtida storhet.
Han blev tidigt intresserad av teater och det kom att bli hans stora intresse. Han drömde om en framtid som skådespelare. År 1819 for han till Köpenhamn, där han försökte få anställning vid Det kongelige Teater, vilket misslyckades. Han hankade sig fram med hjälp av privata välgörare och kom så småningom in som oavlönad elev vid balettskolan. Hans framgång där var dock liten och efter att några gånger framträtt som korist i småroller blev han uppsagd.
Han hade sänt in några skådespel som han skrivit till Det kongelige Teater, men de blev refuserade. Han sökte hjälp hos det välvilliga och inflytelserika geheimerådet Jonas Collin som fattat tycke för honom och som kom att bli ett stöd under många år. Collin lade fram Andersens sak för kungen och menade att det som först och främst fordrades var regelrätt utbildning. Han fick en friplats i Slagelses latinskola där han gjorde stora framsteg. Han flyttade sedan med rektor Simon Meisling till skolan i Helsingör och så småningom till Köpenhamn där han avlade studentexamen som privatist för Ludvig Christian Müller.
År 1822 fick Andersen sin första bok Ungdoms-Forsøg publicerad under pseudonymen Villiam Christian Walter (vilket är en kombination av hans eget namn, William Shakespeares och Walter Scotts), och 1829 kom Fodreise fra Holmens Canal til Østpynten af Amager. Han fick också sitt första skådespel, som han redan skrivit vid 16 års ålder, uppsatt vid Det kongelige Teater 1829 och året därpå kom den första diktsamlingen ut.
Förutom de sagor, som givit honom en plats i världslitteraturen, skrev Andersen reseskildringar från resor i bland annat England, Mindre Asien, Tyskland, Sverige och Italien. Han skrev också romaner som alla innehåller självbiografiska element. Därtill författade han en stor mängd dikter och skådespel.
H.C. Andersen dog ogift och barnlös i familjen Melchiors hus, Rolighed, den 4 augusti 1875. Han är begravd på Assistens Kirkegård i Köpenhamn.

### Författarskap
År 1829 uppträdde Andersen som författare med en humoristisk skiss, kallad Fodreise fra Holmens kanal til Østpynten af Amager, som röjde ett starkt inflytande av den tyske humoristen Ernst Theodor Amadeus Hoffmann. 
Efter en resa till Italien utgavs efter hemkomsten (1835) romanen Improvisatoren, som skildrar en ung författares strid och seger och som genom sin färgrika teckning av Italiens folkliv väckte allmän beundran. Samma år utkom en liten samling barnsagor, Eventyr, fortalte for børn, som innehöll uppslaget till den del av Andersens författarverksamhet, genom vilken han kom att bli världskänd.
Sedan kom romanerna O.T. (1836), Kun en spillemand (1837) och De to baronesser (1849), det romantiska dramat Mulatten (1840), operatexten Liden Kirsten (1846), lustspelet Den nye barselstue (1850) och flera så kallade sagokomedier, bland andra  Mer end perler og guld (1849), Ole Lukøje (1850) och Hyldemoer (1851), som beredde honom en ganska framstående plats i danska litteraturen. Som sagoberättare erövrade han ett eget rike, där han är oöverträffad. Han utvecklade här ett sällsamt eget språk. Hans Eventyr og historier utkom 1835–1872 i små häften, ungefär ett om året, vilka räknades till de litterära evenemangen, och bildar 7 band i hans samlade skrifter. En folkupplaga kom ut 1880 i 3 band (omtryckt 1887). Dessutom har de givits ut med illustrationer av flera framstående konstnärer som till exempel Vilhelm Petersen (1850, 8:e uppl. 1902, Vidare en särskild, konstnärligt utsmyckad upplaga 1902–1903), Lorenz Frölich (Ny eventyr og historier, 3 band 1870-74) och Hans Tegner (en praktfull, så kallad världsupplaga, 2 band, 1899–1901). De är översatta på en mängd främmande språk, och Andersen är utan tvivel den danska författare, vars verk fått den största utbredningen utomlands.
Nära sagorna står hans vackra Billedbog uden billeder (1840, 6:e upplagan 1876).  Nämnas bör även En digters bazar (1842) och flera andra poetiska reseskildringar. Han åtnjöt under sin senare tid allmänt erkännande och redan 1851 fick han professorstitel och "digtergage" (författarlön) av staten. År 1867 blev han hedersborgare i sin födelsestad Odense och 1874 utnämndes han till konferensråd.

### Andersen och Kierkegaard
I sin självbiografi, Mit Livs Eventyr, berättar Andersen att han träffat den berömde filosofen Søren Kierkegaard (1813-1855) som berättade att han tänkte recensera Andersens bok Kun en Spillemand. Kierkegaard sade att det skulle bli en mer rättvis recension än de som tidigare publicerats. Det blev av olika skäl ingen recension, utan i stället en bok, Kierkegaards första, Af en endnu Levendes Papirer.: Udgivet mod hans Villie (”Ur en ännu levandes anteckningar, utgivna mot hans vilja”). Kierkegaards första bok kom därmed att också bli den första som handlade om H.C. Andersen. Kierkegaard var inte förtjust i den åtta år äldre Andersen. I Andersens roman, som i hög grad är självbiografisk, menar författaren att genier som får uppmuntran och stöd kan utveckla sina talanger, medan hos den konstnär som inte får uppmärksamhet kommer begåvningen att dö. Andersen var vid den här tiden redan en firad författare och hade en årlig statlig konstnärslön och han tog sin utgångspunkt för romanen sitt eget liv. Kirkegaard menade att Andersen var aningslös och inte visste vad som skapade ett geni.
Litteraturprofessorn Thure Stenström anser att "I fråga om inåtvändhet, självupptagenhet, ångest och originell fantasikraft torde de båda genierna [Kierkegaard och Andersen] kunna ta upp tävlan med varandra. Men eljest var de varandra olika. I yttre mening var det knappast den förmögne Søren Kierkegaard, son till en av Danmarks rikaste affärsmän, utan snarare uppkomlingen H C Andersen som fullbordade det mer imponerande levnadsloppet."

### Andersen och Dickens

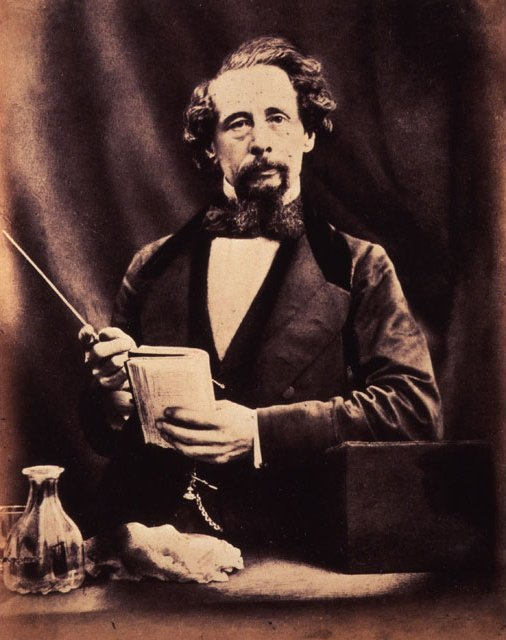
Charles Dickens (av Herbert Watkins, den 29 april 1858).

Andersen besökte England första gången 1847 då han gästade grevinnan av Blessington vars sammankomster drog till sig Europas intellektuella. Det var på en av dessa sammankomster som han träffade Charles Dickens, som han beundrade och kallade "vår tids störste författare". Dickens, som i gengäld beundrade Andersen, besökte denne månaden därpå. Då han upptäckte att Andersen inte var hemma lämnade han tolv exemplar av sina böcker. En hjärtlig korrespondens uppstod mellan de två författarna och Andersen återvände till England 1857 för att gästa Dickens hus, Gad's Hill i Kent, i två veckor. Före hans ankomst hade Dickens fått ett brev från honom där det stod "Jag ska inte besvära dig alltför mycket". Dickens kom snart att ångra sin inbjudan. När Andersen anlände visade det sig att han var en odräglig gäst och mycket dålig på engelska, hans brev var skrivna av en tolk. Den danske författaren, en lång, mager och ganska klumpig man, utökade sin vistelse hos Dickens till fem veckor. Dickens antydde artigt att han borde lämna huset, men antydningarna var kanske alltför vaga. Efter att han hade åkt skrev Dickens på spegeln i gästrummet: "Hans Andersen bodde i det här rummet i fem veckor – vilket för familjen verkade som en evighet". För Andersen var besöket en saga som hade blivit sann, men för familjen Dickens var det en riktig skräckhistoria. Dickens dotter Kate mindes honom senare som "en benig tråkmåns som stannade i evigheter". Som socialt inkompetent förstod Andersen aldrig varför Dickens aldrig svarade på hans brev efteråt. Den irländske professorn Michael Fitzgerald menar att Andersens sociala oförmåga berodde på att han sannolikt led av Aspergers syndrom.
Andersens besök hos Dickens beskrivs i den svenske författaren Niklas Rådströms roman Gästen.

### Andersen i Sverige
Huvudartikel: I Sverige
På 1830-talet besökte Andersen Sverige flera gånger. Åren 1837, 1849 och 1865 besökte han Stockholm och Uppsala. Till Göteborg kom han den 24 juni 1837, den 19 maj 1849 och 28 juli 1871. Inspirerad av sitt sista Sverigebesök under tre månader 1849 skrev han den vackra reseboken I Sverrig (1851). Han lärde känna många samtida författare, särskilt Fredrika Bremer. Bremer och Andersen träffades första gången på en båtresa från Vänersborg till Stockholm, och Andersen besökte senare familjen Bremer på Årsta slott. Bremer försåg Andersen med ett rekommendationsbrev till Erik Gustaf Geijer där hon beskrev honom som Herr Andersen med något besynnerligt yttre men enkel, känslig varmhjertad, god, barnfrom och författare af goda böcker. Andersen kom dock aldrig att använda rekommendationsbrevet i samband med sitt möte med Geijer. De båda kom efter mötet att brevväxla under flera decennier. Då Bremer 1848 besökte Köpenhamn var Andersen hennes ciceron introducerade då Andersen för Per Johan Böklin och Hans Lassen Martensen.

### Andersen och skandinavismen

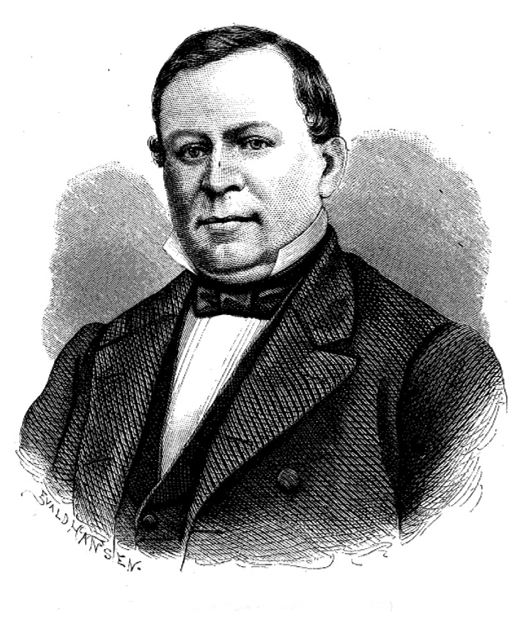
Otto Lindblad. Ur Svenska Familj-Journalen 1880.

Vid sina många resor till Sverige kom Andersen i kontakt med den skandinavistiska rörelsen som blomstrade vid universiteten i Sverige. Det resulterade senare i en dikt ”Vi er eet Folk, vi kaldes Skandinaver” och Andersen skriver om den att ”land och folk fick jag kärt och syntes, som sagt, att mitt hems gränser växte, först nu förstod jag strax efter min hemkomst sången: ’Vi är ett folk, vi kallas skandinaver’”.  Andersen hade lovat den svenske förläggaren Bernhard Cronholm ett bidrag till den svensk-danska poetiska kalendern Hertha. Cronholm bad den lundensiske tonsättaren Otto Lindblad att tonsätta dikten och tillsammans med Lindblads musik för manskör publicerades den i januari 1840. Då Andersen senare samma år besökte Lund hyllades han av lundasångarna med denna sång och den sjöngs även vid det nordiska studentmötet i Köpenhamn 1845.

### Andersen och kärleken

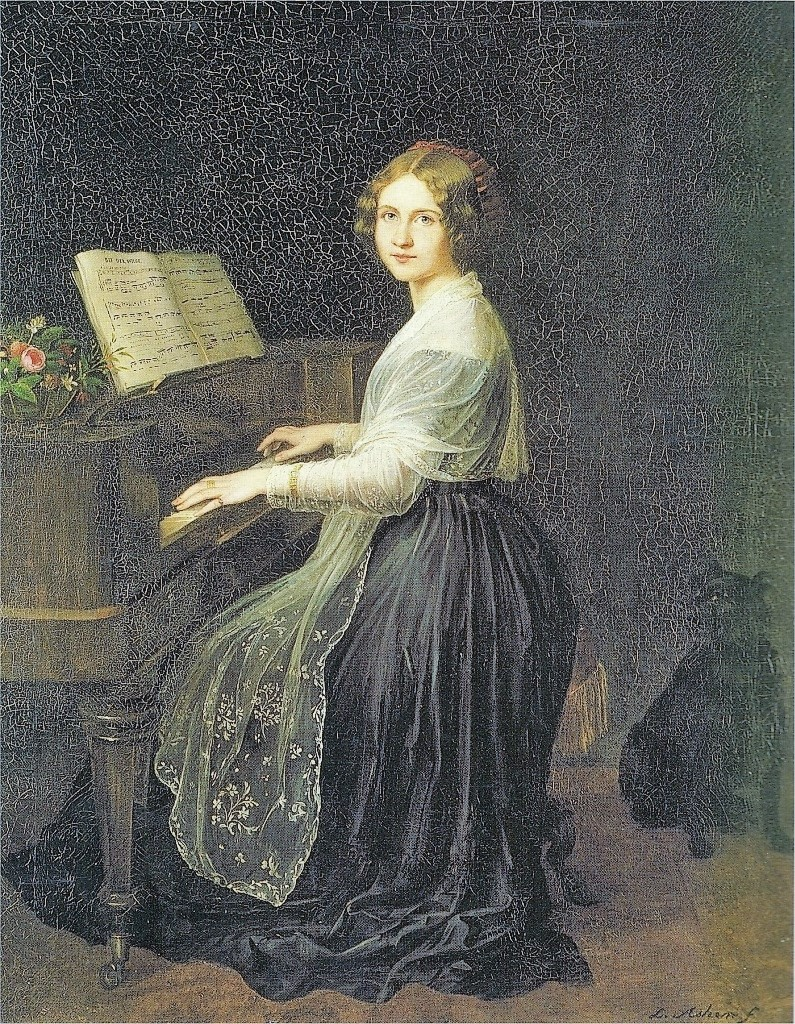
Jenny Lind. Målning av J.L. Asher 1845.

Andersen förblev ogift hela livet, trots flera stora förälskelser. Bland annat var han förälskad i Riborg Voigt och Mathilda Barck, men den allvarligaste förälskelsen gällde den svenska sångerskan Jenny Lind som han mötte första gången 1840. Hon avböjde hans frieri och kallade honom från 1843 sin "broder". Berättelsen om Näktergalen (1844) kan vara en hyllning till Lind som kallades "den svenska näktergalen".
Danska forskare, från Hjalmar Helweg 1927 till Elias Bredsdorff 1975 har varit tysta om H.C. Andersens homosexuella bekantskaper med balettdansören Harald Scharff, Henrik Stampe och Edvard Collin, den senare son till mecenaten Jonas Collin. När Andersen skrev Den lilla sjöjungfrun var det med tanke på Edvard Collin och kärleken till honom. Hans dagböcker lämnar inga tvivel om att han var attraherad av båda könen men dessa avsnitt i hans dagböcker och brev redigerades bort på 1960-talet. Endast två vetenskapliga avhandlingar på senare år har behandlat Andersens homoerotiska dragning, nämligen Wilhelm von Rosen i Venskabets mysterier 1980 och den tyske kritikern Heinrich Detering i Åndelige amfibier 1991. Enligt Andersens dagbok från 1840 var det så att hjärtat hoppade på honom när Edvard Collin kysste honom: "Eduard C. var den sidste derude jag sagde Lev vel, han trykkede et Kys paa min Mund! O det var som mit Hjerte vilde springe" ("Eduard C. var den siste där ute som jag sade farväl till, han tryckte en kyss på min mun! O det var som om mitt hjärta ville hoppa").

### Andersens ursprung
Det har framförts teorier om att portvakten Nicolas Gomard som var Andersens fadder skulle kunnat vara H.C. Andersens biologiske fader. Påståendet kommer från en tradition i familjen Gomard. Historikern Erik Kjersgaard skriver i sin bokserie om Danmarks historia, att Andersen var "illegitim son till en officer i Odense", dock utan närmare förklaring eller källa.

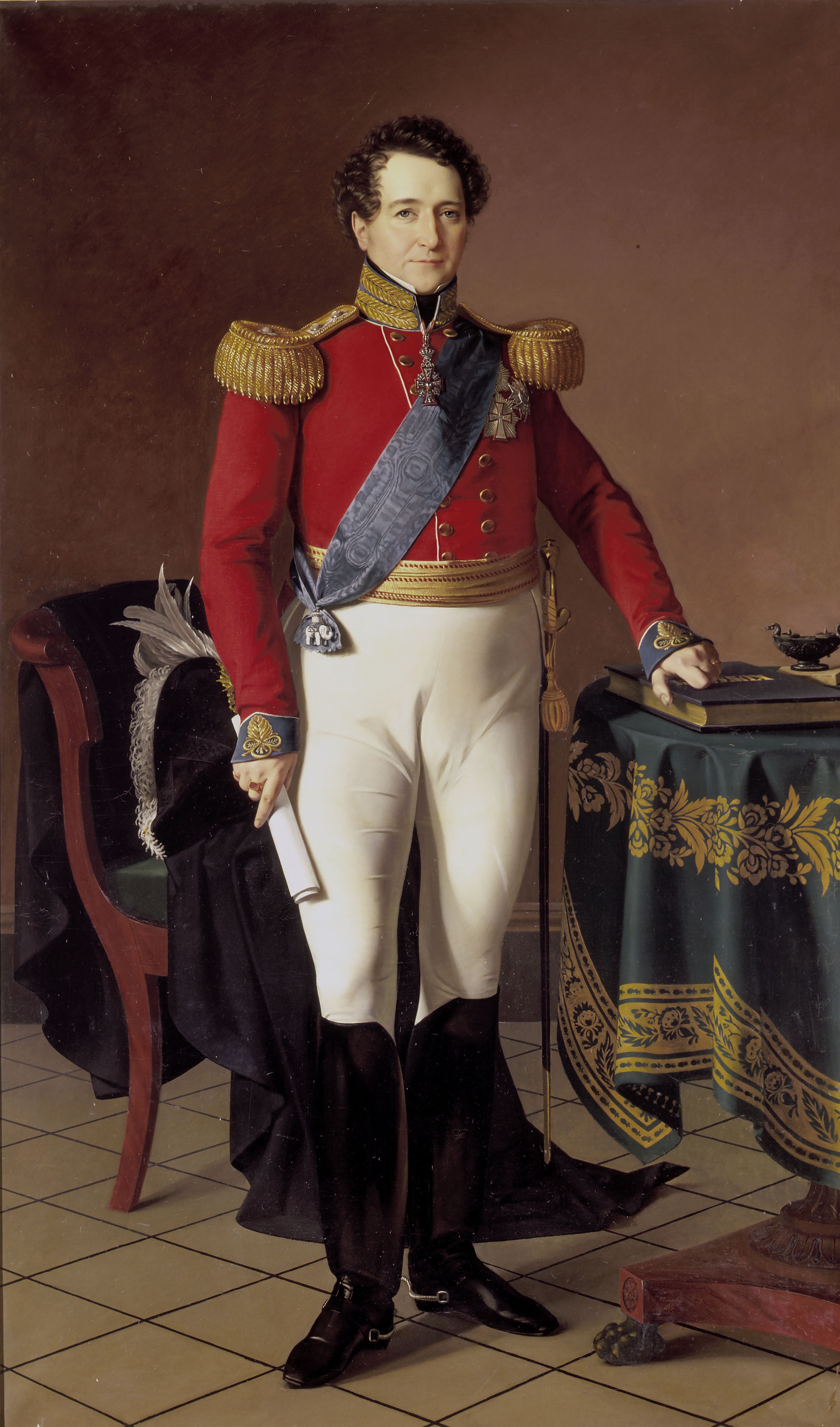
Christian VIII, enligt Jens Jørgensen fader till H.C. Andersen.

Jens Jørgensen, före detta rektor för Slagelse Gymnasium, har utan framgång försökt bevisa att kronprins Christian och länsgrevedottern Elise Ahlefeldt-Laurvig var föräldrar till Andersen. Jørgensen har framlagt teorin dels i sin bok H.C. Andersen — en sand myte från 1987, dels i sitt förord och efterskrift till den kommenterade utgåvan av H.C. Andersens Levnedsbogen. Fyens Stiftstidendes kulturredaktör Rolf Dorset har stött teorin i sin bok Paradisbarnet — en bog om H.C. Andersens herkomst från 2004.
Teorin har inget stöd av vetenskapen. Bland annat har den förre överarkivarien vid Rigsarkivet i Danmark, Vello Helk, kallat Jørgensens första bok för en "spekulation" och menar att "arkivstudier inte förefaller vara Dorsets starka sida", i ett utkast till anmälan i Personalhistorisk Tidsskrift 2005. H.C. Andersen-forskaren Johan de Mylius anser, att teorin bygger på en "helt charlatan-aktig behandling av källorna". I en anmälan i tidskriften Anderseniana utgiven av H.C. Andersen Centret i Odense 1989 har redaktören Niels Oxenvad likaledes förundrat sig över Jørgensens bristande förmåga att tillerkänna kyrkböckernas deras sanningsvärde. Historikerna har förgäves försökt avliva myten om Andersens kungliga härkomst, men uppgiften har till synes varit hopplös då den är så omtyckt.

## Verk
Andersens Samlede Skrifter (band 1–32) utgavs mellan 1854 och 1879. Eventyr. Ny kritisk Udgave med Kommentar gavs ut 1919 av Hans Brix och Anker Jensen och 1963–1967 kom Eventyr. Kritisk Udgave efter de originale Eventyrhaefter med Varianter (1–5) utgivna av Erik Dal. Romaner og Rejseskildringer (1–7) utgivna av Helge Topsøe-Jensen kom 1907 och Andersens Dagböger 1825–1875 (1–12) gavs ut 1971–76.
H.C. Andersen Centret listar (i mars 2012) följande i sin genreförteckning över Andersens verk: 212 sagor, 28 sagosamlingar, 6 romaner, 6 ”annan prosa”, 51 dramer, 25 reseskildringar, 4 självbiografier, 6 biografiska arbeten, 36 ”samlade och blandade skrifter”, 42 avhandlingar, artiklar, brev och annat, 7 satiriska och humoristiska småstycken, 8 diktsamlingar, 6 diktcykler, 1 024 dikter och 37 småtryck (enkelttryk). Här nedan följer ett urval titlar.

### Diktsamlingar
- 1830 Digte
- 1831 Phantasier og Skizzer
- 1833 Samlede Digte

### Reseskildringar
- 1831 Skyggebilleder af en Reise til Harzen og det sachsiske Schweiz etc. i Sommeren 1831
- 1842 En Digters Bazar
  - En skalds lustvandringar i Tyskland, Italien, Grekland och Orienten (översättning Carl Johan Ekeblad Gustafsson, Duriet, 1843)
  - En skalds lustvandringar (översättning Inger Molde, Biblioteksförlaget, 1960)
- 1851 I Sverrig
  - I Sverige (översättning Wilhelm Bäckman, 1851)
  - I Sverige (översättning Tage Aurell) (1944)
  - Resa i Sverige (okänd översättare, Rabén & Sjögren, 1964)
- 1863 I Spanien
- 1868 Et Besøg i Portugal 1866

### Romaner
- 1835 Improvisatoren
  - Improvisatören (anonym översättning, Hierta, 1838)
  - Improvisatören (anonym översättning, Adolf Bonnier, 1876)
- 1836 O.T.
  - O.T. (anonym översättning, 1840)
- 1837 Kun en Spillemand
  - Spelmannen från Svendborg (anonym översättning, 1838)
  - Bara en spelman (anonym översättning, Bonnier, 1881)
  - Bara en speleman (översättning Gertrud Zetterholm, Diakonistyrelsen, 1953)
- 1848 De to Baronesser
  - De två baronessorna (anonym översättning, Bonnier, 1849)
  - De båda baronessorna (översättning Sten Söderberg, Saxon & Lindström, 1959)
- 1857 At være eller ikke være
- 1870 Lykke-Peer
  - Lycko-Per (översättning Carl Johan Backman, Haeggström, 1870)

### Sagor

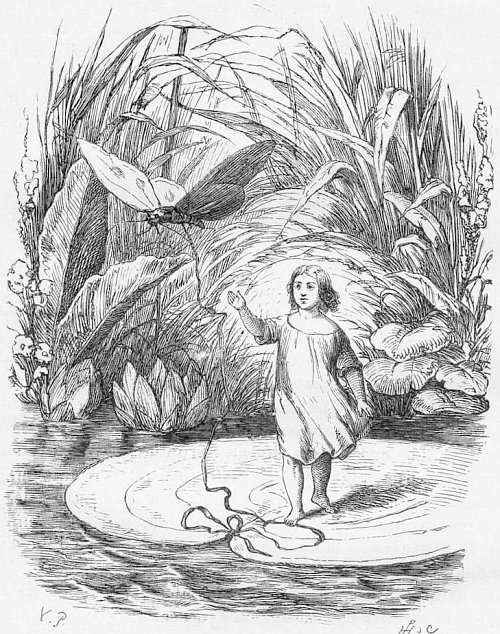
Vilhelm Pedersens illustration till "Tummelisa".

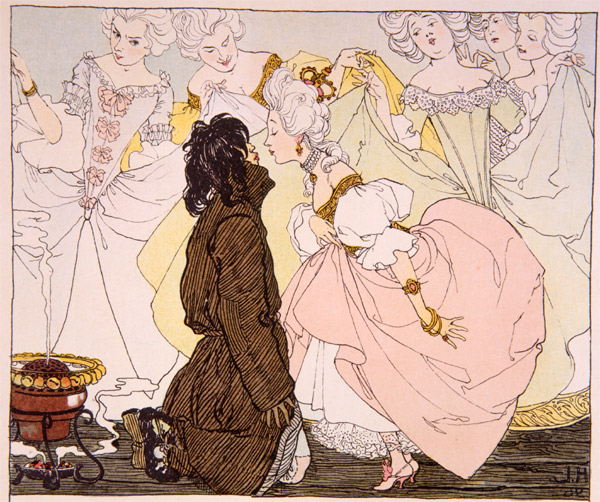
Illustration till en österrikisk utgåva av "Svinaherden" – "Die Prinzessin und der Schweinehirt" av Heinrich Lefler. Wien, 1897.

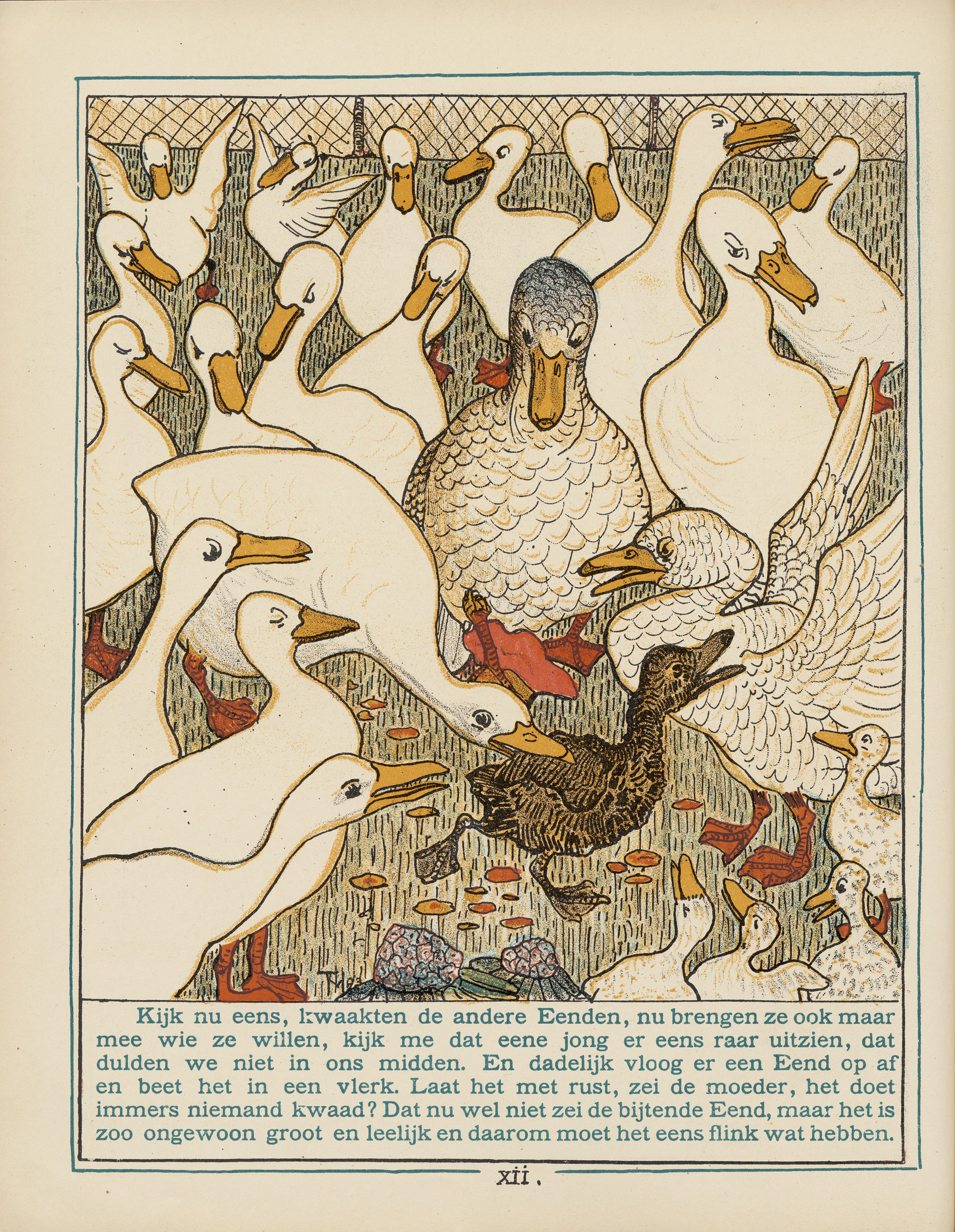
Illustration till en nederländsk utgåva av "Den fula ankungen" – "Het leelijke jonge eendje". Litografi av T. van Hoytema. Amsterdam, 1893.

Några av H.C. Andersens sagor (i kronologisk ordning).
- 1835 – Elddonet (Fyrtøiet)
- 1835 – Lilla Idas blommor (Den lille Idas Blomster)
- 1835 – Lill-Klas och Stor-Klas (Lille Claus og store Claus)
- 1835 – Prinsessan på ärten (Prindsessen paa Ærten)
- 1835 – Tummelisa (Tommelise)
- 1837 – Den lilla sjöjungfrun (Den lille Havfrue)
- 1837 – Kejsarens nya kläder (Keiserens nye Klæder)
- 1838 – Den ståndaktige tennsoldaten (Den standhaftige Tinsoldat)
- 1838 – De vilda svanarna (De vilde Svaner)
- 1838 – Lyckans galoscher (Lykkens Kalosker)
- 1839 – Paradisets lustgård (Paradisets Have)
- 1841 – John Blund (Ole Lukøie)
- 1842 – Svinaherden (Svinedrengen)
- 1844 – Den fula ankungen (Den grimme Ælling)
- 1844 – Granen (Grantræet)
- 1844 – Näktergalen (Nattergalen)
- 1845 – De röda skorna (De røde Skoe)
- 1845 – Herdinnan och sotaren (Hyrdinden og Skorsteensfeieren)
- 1845 – Holger Danske (Holger Danske)
- 1845 – Klockan (Klokken)
- 1845 – Snödrottningen (Sneedronningen)
- 1845 – Stoppnålen (Stoppenaalen)
- 1845 – Älvkullen (Elverhøi)
- 1846 – Den lilla flickan med svavelstickorna (Den lille Pige med Svovlstikkerne)
- 1847 – Skuggan (Skyggen)
- 1848 – Den lyckliga familjen (Den lykkelige Familie)
- 1848 – Historien om en mor (Historien om en Moder)
- 1848 – Löskragen (Flipperne)
- 1848 – Vattendroppen (Vanddraaben)
- 1853 – Allt på sin rätta plats! (Alt paa sin rette Plads!)
- 1855 – Dummerjöns (Klods-Hans)
- 1855 – Ytterst i havet (Ved det yderste Hav)
- 1858 – Den gamla ekens sista dröm (Det gamle Egetræes sidste Drøm)
- 1858 – Dykungens dotter (Dynd-Kongens Datter)
- 1859 – De vises sten (De Vises Steen)
- 1859 – Flickan som trampade på brödet (Pigen, som traadte paa Brødet)
- 1861 – Vad far gör är alltid det rätta (Hvad Fatter gjør, det er altid det Rigtige)
- 1861 – Snögubben
- 1862 – Isjungfrun (Iisjomfruen)
- 1865 – Stormen flyttar skyltar (Stormen flytter Skilt)
- 1872 – Trädgårdsmästaren och herrskapet (Gartneren og Herskabet)

- Sagor och berättelser. Stockholm: Linnström. 1877. Libris 1275793. https://runeberg.org/hcasob/ – Öfversättning från danskan af Karl Johan Backman och August Strindberg. – Träsnitt af Carl Larsson och Isidor Törnblom. Med en lefnadsteckning öfver H. C. Andersen och alfabeisk förteckning öfver H. C. Andersens Sagor och berättelser samt de märkligare personer, djur och ting, som författaren låter uppträda i sin diktade verld.

### Sagosamlingar i urval
- 1839 – Billedbog uden Billeder[56]
- 1843 – Nya sagor[57] (Nye Eventyr)
- 1849 – H. C. Andersens samlade sagor[58] (Eventyr)
- 1862 – Sagor och berättelser[59] (Eventyr og Historier)

### Teater
Sammanlagt skrev eller bearbetade H.C. Andersen ca 30 teaterstycken av mycket varierande slag. Det var dels revyaktiga texter till Studenterforeningen där han själv ibland uppträdde som skådespelare, dels texter till Det kongelige Teater och från 1849 till den nya folkteatern Casino i Köpenhamn. Av hans operalibretton bör särskilt framhållas texten till hans och J.P.E. Hartmanns opera Liden Kirsten (uruppförd 1846), som blev ett slags nationalopera före Carl Nielsens Maskerade. Andersen fick Franz Liszt att sätta upp Liden Kirsten på teatern i Weimar 1856, med titeln Klein Karin.
Åtminstone en av Andersens pjäser översattes till svenska; hans Een Nat i Roeskilde gavs 1851 ut som Min hustru eller en natt i Falkenberg ("skämt i 1 akt med sång, fritt efter H.C.Andersens bearb. af franska pjesen 'une chambre à deux lit'") med nya upplagor ända fram till 1900.

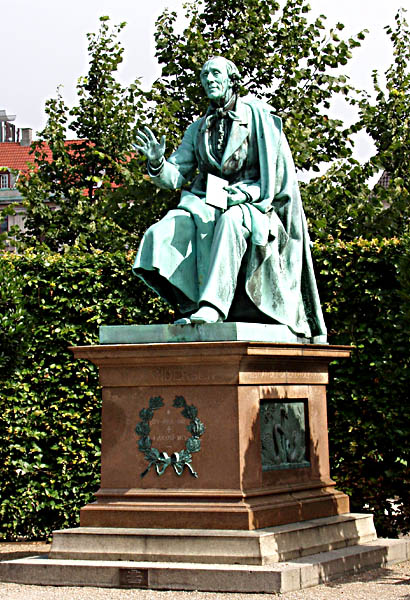
August Saabyes staty (1877) av H.C. Andersen i Kongens Have i Köpenhamn.

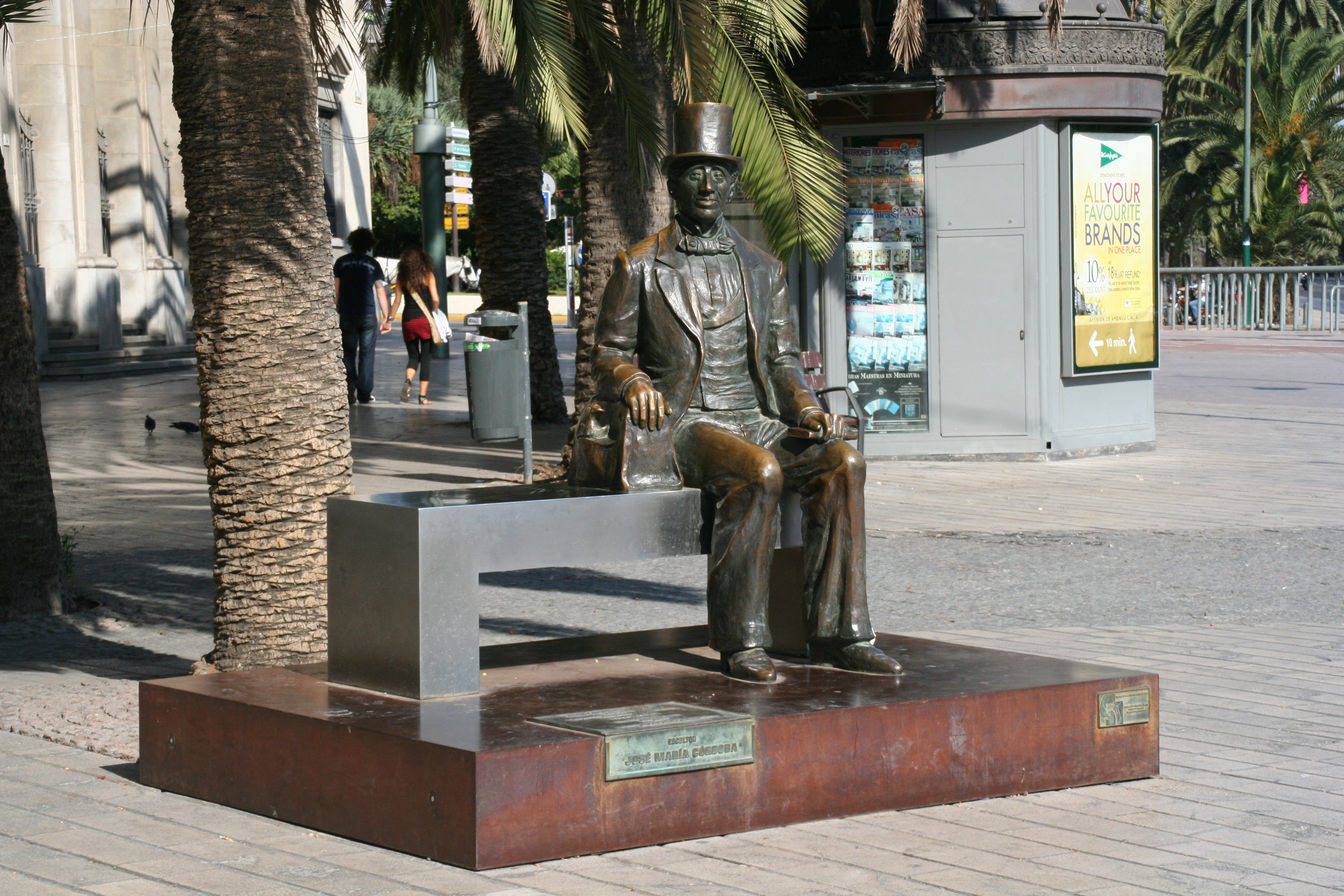
Skulptur av Andersen på Paseo del Parque i Málaga.

## Eftermäle

### 200-årsjubileet
Det uppmärksammade 200-årsjubileet 2005 av H.C. Andersens födelse firades med en rad konst-, kultur-, utbildnings- och turistprojekt med stöd av "HCA2005 Fonden", som hade en budget på 230 miljoner danska kronor. Bland projekten fanns Rumle Hammerichs tv-serie Unge Andersen. Vad som särskilt tilldrog sig mediernas uppmärksamhet, var det fyra miljoner kronor stora bidraget till ett "filmförberedelseprojekt" för en internationell spelfilm av Bille August och producenten Lars Kolvig. Denna film förverkligades aldrig, och fonden vägrade att betala ut den sista delen på 700 000 kronor til Kolvig och August.
Jubileumsåret 2005 utsågs flera H.C. Andersen-ambassadörer i världen, bland andra skådespelaren Roger Moore, modellen Elizabeth Hurley och författaren A.S. Byatt. I Sverige utnämnde Prins Joachim författaren Per Olov Enquist, artisterna Peter Jöback och Mark Levengood, samt skådespelaren Tuva Novotny.

### Filmografi
1952 gjordes en filmmusikal där Andersen spelas av Danny Kaye. Det är en fiktiv, romantiserad berättelse om  Andersens liv. Det är inte en biografisk film och i förtexterna beskrivs den som "not the story of his life, but a fairytale about this great spinner of fairy tales". En stor del av berättelsen berättas genom sång och balett. Filmen innehåller också flera av Andersens mest berömda sagor, däribland Den fula ankungen, Tummelisa, Kejsarens nya kläder och Den lilla sjöjungfrun.
År 2005 gjordes det en TV-serie om Andersens liv med titeln Unge Andersen där rollen som Andersen spelas av Simon Dahl Thaulow.

### Priser
I sitt testamente från den 18 februari 1860 instiftade Andersen ett stipendium som utdelas till "den flitigaste gossen" från en fattigskola i Odense. Stipendiet delas sedan 1877 ut på författarens födelsedag som H.C. Andersens Hjælp. Dansk Forfatterforening delar ut stipendiet varje år sedan 1955.
H.C. Andersens Litteraturpris uppmärksammar "H.C. Andersens inflytande på författare i hela världen". Priset instiftades av den privata "H.C. Andersen Litteraturpriskomité" och är på 500 000 danska kronor insamlade av privata donatorer. År 2010 mottog J.K. Rowling priset och 2011 tilldelades det Isabel Allende.
H.C.Andersen prisen (The Hans Christian Andersen Award) har delats ut sedan 1996 och består av en bronsstatyett utformad som boken "Mit Livs Eventyr". Den är gjord av den fynske konstnären Jens Galschiøt. Den tilldelas tre personer eller institutioner årligen den 2 april. Bland de mer än 40 pristagarna genom åren finns bland annat Johannes Møllehave (1996), Ghita Nørby (2000), Susse Wold (2001), drottning Margrethe, (2004), Günter Grass (2005), Rumle Hammerich (2006), Ib Spang Olsen (2007) och John Neumeier (2009).
H.C. Andersen-medaljen är ett litteraturpris för "bestående bidrag till barnlitteraturen" som sedan 1956 delas ut av International Board on Books for Young People.

### Skulpturer
I Danmark finns flera statyer av H.C. Andersen, bland annat Henry Luckow-Nielsens staty på Rådhuspladsen i Köpenhamn från april 1965. På platsen vid järnvägsstationen i Odense står Bjørn Nørgaards åtta meter höga skulptur i granit och patinerad brons Skyggen, rejsekammeraten og improvisatoren – et treenigt portræt af H.C. Andersen från 2002–2005. I Central Park i New York står en skulptur som föreställer den sittande författaren med en bok som visar de första raderna av Den fula ankungen. En fristående and tittar på författaren. Skulpturen är utformad av Georg John Lober i brons med sockeln i granit. Den är donerad av Danish-American Women's Association  och danska och amerikanska skolbarn med anledning av författarens 150-årsdag.
Den danske skulptören Jens Galschiøt gjorde en tre meter hög staty med titeln Fortællerbrønden ("Berättarbrunnen") som placerades på rådhusplatsen i Odense i samband med jubileet 2005. Efter en konflikt med Odense kommun sänkte konstnären skulpturen i Odense hamn 2011.
En av Danmarks mest kända skulpturer Den lille havfrue vid Langelinie i Köpenhamn är inspirerad av Andersens sagor.

### Uppkallat efter Andersen
Asteroiden 2476 Andersen är uppkallad efter honom.

## Utmärkelser
- Professors namn,  1851[79]
- Dannebrogsmännens hederstecken,  1858[79]
- Maximiliansorden för konst och vetenskap,  1859
- Kommendör av första graden av Dannebrogorden,  1875[79]
- Gouden Penseel,  1976[80]
- Lektorix,  2005
- Kungliga Nordstjärneorden[81]
- Prometheus-priset - Hall of Fame
- Tredje klassen av Röda örns orden

[Redigera Wikidata]